# كليف جونسون
كليف جونسون (بالإنجليزية: Cliff Johnson)‏ (24 فبراير 1914 في المملكة المتحدة - 22 يوليو 1989 في المملكة المتحدة) هو لاعب كرة قدم بريطاني (وحمل سابقاً جنسية المملكة المتحدة لبريطانيا العظمى وأيرلندا) في مركز الهجوم. لعب مع بورت فايل ونادي توركي يونايتد ونادي يورك سيتي ووولفرهامبتون واندررز.